# Atractides ethiopiensis
Atractides (Atractides) ethiopiensis – gatunek roztocza z kohorty Trombidiformes i rodziny Hygrobatidae.
Gatunek ten opisany został w 2011 roku przez Vladimira Pešicia i Harry'ego Smita na podstawie 4 okazów odłowionych w 2006 roku w Roby River.
Idiosoma samców osiąga od 669 do 684 μm długości i od 541 do 556 μm szerokości, zaś u jedynej znanej samicy ma 1106 μm długości i 928 μm szerokości. Oskórek na grzbiecie idiosomy rowkowany i o niezesklerotyzowanych płytkach z przyczepami mięśni. Pory wydzielnicze otoczone owalnym sklerytem i gładkie, a pierwsze i drugie ventroglandulare zlane. Nogogłaszczki smukłe, o drugim członie prostym i pozbawionym wyrostka w części odsiebno-brzusznej. U samic proksymalna z dużych szczecin brzusznej strony piątego członu pierwszej pary odnóży krocznych z włoskowatym wierzchołkiem. Pole genitalne samca z pierwszym acetabulum wyraźnie odsuniętym od przedniej krawędzi otworu płciowego. U samicy pole genitalne z fasolokształtnym sklerytem.
Roztocz wodny, zaliczany do wodopójek, znany wyłącznie z Etiopii.